# Klaudia Kardasz
Klaudia Kardasz (Białystok, 2 maggio 1996) è una pesista polacca.

## Palmarès
| Anno | Manifestazione    | Sede       | Evento         | Risultato | Prestazione | Note                          |
| ---- | ----------------- | ---------- | -------------- | --------- | ----------- | ----------------------------- |
| 2013 | Mondiali allievi  | Donec'k    | Getto del peso | 5ª        | 16,98 m     |                               |
| 2014 | Mondiali juniores | Eugene     | Getto del peso | 5ª        | 16,29 m     | Miglior prestazione personale |
| 2015 | Europei juniores  | Eskilstuna | Getto del peso | 4ª        | 16,80 m     |                               |
| 2017 | Europei under 23  | Bydgoszcz  | Getto del peso | Argento   | 17,67 m     |                               |
| 2017 | Mondiali          | Londra     | Getto del peso | 17ª (q)   | 17,52 m     |                               |
| 2017 | Universiadi       | Taipei     | Getto del peso | Argento   | 17,90 m     | Miglior prestazione personale |
| 2018 | Europei           | Berlino    | Getto del peso | 4ª        | 18,48 m     |                               |
| 2019 | Europei indoor    | Glasgow    | Getto del peso | 5ª        | 18,23 m     |                               |
| 2019 | Universiadi       | Napoli     | Getto del peso | Bronzo    | 17,65 m     |                               |
| 2019 | Mondiali          | Doha       | Getto del peso | 15ª (q)   | 17,79 m     |                               |
| 2021 | Europei indoor    | Toruń      | Getto del peso | 12ª (q)   | 17,81 m     |                               |
| 2021 | Giochi olimpici   | Tokyo      | Getto del peso | 18ª (q)   | 17,76 m     |                               |
| 2022 | Europei           | Monaco     | Getto del peso | 14ª (q)   | 17,27 m     |                               |
| 2023 | Mondiali          | Budapest   | Getto del peso | 24ª (q)   | 17,27 m     |                               |
| 2024 | Europei           | Roma       | Getto del peso | 10ª       | 17,66 m     |                               |
| 2024 | Giochi olimpici   | Parigi     | Getto del peso | 19ª (q)   | 17,45 m     |                               |

## Altre competizioni internazionali
2021
- Campionati europei a squadre di atletica leggera ( Chorzów)